# Ruit (geslacht)
Ruit (Thalictrum) is een geslacht van overblijvende planten uit de ranonkelfamilie (Ranunculaceae), wereldwijd verspreid over alle gematigde gebieden.
In Europa komen ongeveer vijftien soorten voor; twee ervan, de poelruit (Thalictrum flavum) en de kleine ruit (Thalictrum minus) zijn ook in België en Nederland te vinden.

## Naamgeving en etymologie
- Synoniem: Anemonella Spach, Piuttia Mattei, Physocarpum Berchtold & J.Presl, Praticola Ehrhart, Ruprechtia Opiz (1852) non C.A.Meyer, Schlagintweitiella Ulbr., Stipularia Delpino, Syndesmon (Hoffmanns. ex Endl.) Britton, Tripterium Berchtold & J.Presl.
- Duits: Wiesenrauten

De botanische naam Thalictrum is afgeleid van het Oudgriekse θάλικτρον, thaliktron, een naam gegeven door de oud-Griekse arts en botanicus Pedanius Dioscorides (ca. 40-90 n.Chr.) aan een plant met gedeelde bladeren.

## Kenmerken

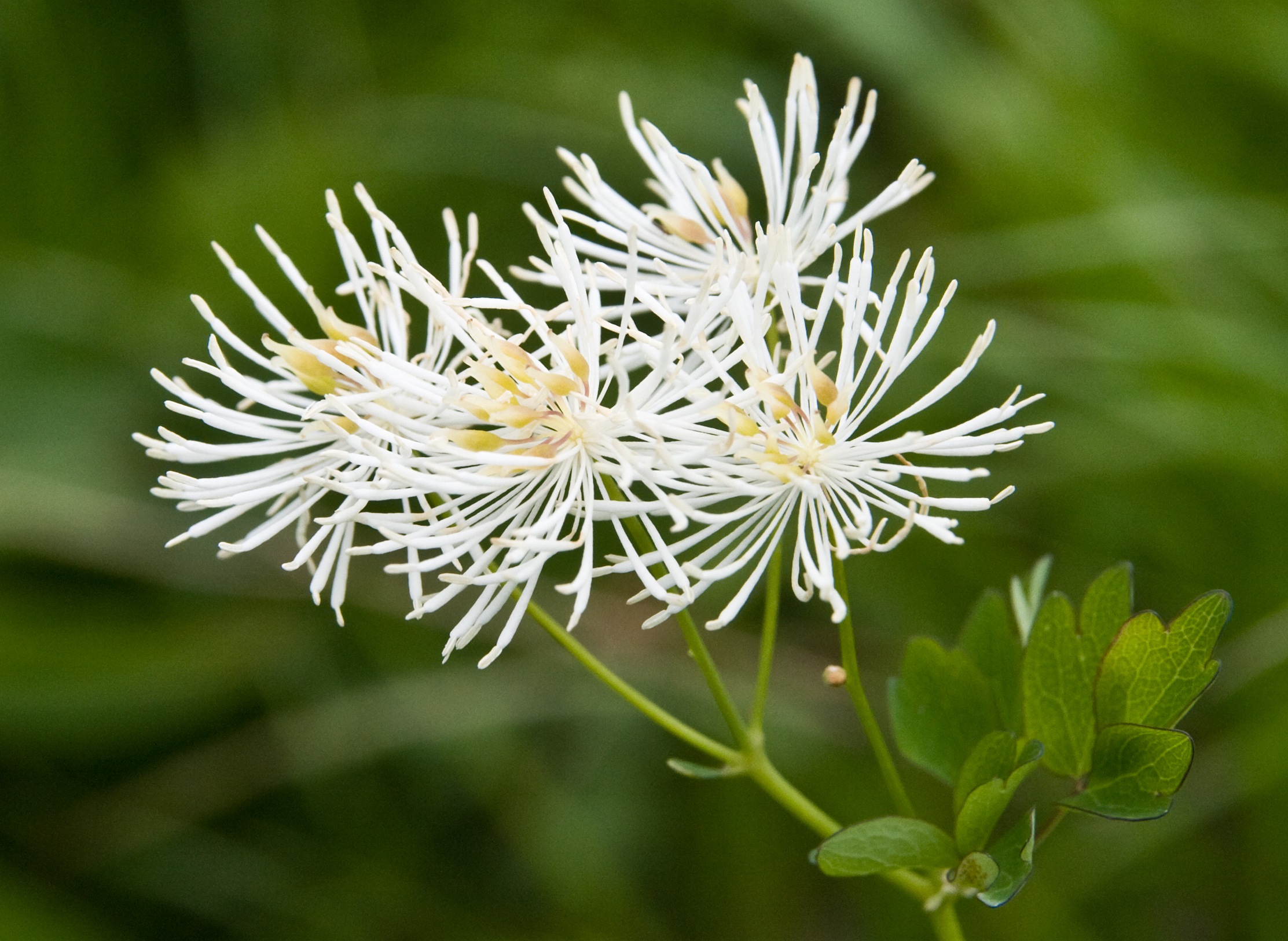
Akeleiruit (T. aquilegifolium), detail van de bloem

Thalictrum-soorten zijn overblijvende, kruidachtige planten die overwinteren met verhoute wortelstokken of -knollen. Ze dragen dubbel- tot viervoudig geveerde, gesteelde grondbladeren en verspreide, zittende stengelbladeren met drie of meer lijn-, lijnlancet-, hart-, nier- of omgekeerd eironde bladslipjes met gave of gekartelde bladrand. Zelden is het blad ongedeeld. Soms komen steunblaadjes voor. 
De bloemen zijn eindstandig of zelden okselstandig, alleenstaand of in een tot 40 cm lange pluim, tros, tuil, scherm of schicht, al dan niet voorzien van twee tot negen in een spiraal geplaatste schutblaadjes. De bloemen zijn meestal tweeslachtig, soms eenslachtig; in het laatste geval kunnen de twee geslachten samen op één plant voorkomen (eenhuizig) of op aparte planten (tweehuizig). De bloemen zijn radiaal symmetrisch, met een zeer eenvoudig bloemdek, zonder kelkblaadjes en slechts vier tot tien kroonblaadjes. Die zijn 1 tot 18 mm lang, lancet- spatel- of niervormig, wit, groenachtig geel of paars gekleurd, en vallen snel af. Er zijn geen honingklieren. De bloem bezit tot 30 opvallende gekleurde vruchtbare meeldraden, draad- of knotsvormig, langer dan de kroonblaadjes. Er zijn tot 50 vrije  vruchtbeginsels met elk een zaadknop en (meestal) een stijl.  
Na de bloei vormt zich een hoofdje van gesteelde of ongesteelde, ei-, halve maan-, schijfvormige of omgekeerd eironde nootjes, al dan niet geribd, eindigend in een tot 4 mm lang recht of gekruld snaveltje.

## Habitat en verspreidingsgebied
Thalictrum is wereldwijd verspreid, voornamelijk in gebieden met een gematigd klimaat. De meeste soorten komen voor in Azië, Noord-Amerika en Europa. In Europa zijn ongeveer vijftien soorten bekend.

## Soorten
Het geslacht telt 120 tot 200 soorten, waaronder: 
- Thalictrum alpinum L. (1753) (Alpenruit)
- Thalictrum aquilegifolium L. (1753) (Akeleiruit)
- Thalictrum flavum L. (1753) (Poelruit)
- Thalictrum foetidum L. (1753) (Stinkende ruit)
- Thalictrum lucidum L. (1753)
- Thalictrum macrocarpum Gren.
- Thalictrum minus L. (1753) (Kleine ruit)
- Thalictrum simplex L. (1753) (Onvertakte ruit)
- Thalictrum speciosissimum
- Thalictrum tuberosum L. (1753)

... · T. alpinum (Alpenruit) · T. aquilegifolium (Akeleiruit) · T. flavum (Poelruit) · T. foetidum (Stinkende ruit) · T. macrocarpum · T. minus (Kleine ruit) · T. simplex (Onvertakte ruit) · T. tuberosum · ...
... · Aconitum (Monnikskap) · Actaea · Adonis · Aquilegia (Akelei) · Anemone (Anemoon) · Caltha (Dotterbloem) · Clematis · Consolida (Ridderspoor) · Delphinium (Ridderspoor) · Eranthis · Helleborus (Nieskruid) · Hepatica · Myosurus · Nigella (Nigelle) · Pulsatilla · Ranunculus (Boterbloem) · Thalictrum (Ruit) · Trollius · ...